# Selmer Bach
Der Selmer Bach, dessen langer rechter Oberlauf bis kurz vor Selm Paßbach genannt wird, ist mit diesem zusammen ein knapp 12 km langer, orografisch linker Nebenfluss der Stever. Er fließt im nordrhein-westfälischen Kreis Unna.

## Geographie

### Verlauf
Der Paßbach entspringt etwa 750 m nördlich vom Ortsrand des Selmer Ortsteils Cappenberg auf einer Höhe von etwa 102 m ü. NHN. Von seiner Quelle aus fließt er zunächst in westsüdwestliche Richtung und verläuft nach einem Bogen weiter nordwestlich, bis er nach etwa 6 km Fließstrecke den Siedlungsrand der Selmer Kernstadt erreicht; dort fließt von links der kleinere Herbach mit ihm zusammen, wodurch der Selmer Bach entsteht. Dieser durchquert die Kernstadt in nordwestlicher Richtung, fließt dann weiter in Richtung Westnordwesten und mündet auf etwa 45 m Höhe westsüdwestlich des Selmer Ortsteils Ternsche in den Lippe-Zufluss Stever – wenige Meter vor dessen Unterquerung des Dortmund-Ems-Kanals.

### Zuflüsse
Zuflüsse, auch der zwei Oberläufe, jeweils von Ursprung zur Mündung (mit orographischer Zuordnung):
- Paßbach (rechter Oberlauf)
  - Balkenbach (links)
  - Schnippenbach (rechts)
  - Bach aus Richtung Netteberge (rechts)
  - Bach aus Richtung Hassel (links)
  - Mühlenbach (rechts)
- Herbach (linker Oberlauf)
- Hüttenbach (links)
- Bach aus dem Sandforter Forst (links)
- Bach vom Ternscher See (rechts)

## Umwelt
Der Paßbach entsteht im Forst Cappenberg und durchfließt diesen anfangs in der Wolfsschlucht, später vor allem Feldgebiete. Der Selmer Bach ist erst von städtischer Bebauung gesäumt, nach einem Stück in der Flur durchzieht er den nördlichen Sandforter Forst. Von dessen Rand bis zur Mündung folgt ein weiteres Stück in offener Flur. 
Paßbach und Selmer Bach weisen in Teilabschnitten noch eine naturnahe Bachbettstruktur mit einer entsprechenden Ufervegetation auf. Als typische Vegetation kommen vor allem Buchen, Erlen und Eschen vor.